# Gustav Hügel
Gustav Hügel foi um patinador artístico austríaco. Hügel conquistou três medalhas de ouro e duas de prata em campeonatos mundiais, e uma medalha de ouro e quatro de prata em campeonatos europeus.

## Principais resultados
| Resultados                                            | Resultados    | Resultados       | Resultados       | Resultados       | Resultados      | Resultados       | Resultados       | Resultados       | Resultados      | Resultados    | Resultados    | Resultados    |
| Internacional                                         | Internacional | Internacional    | Internacional    | Internacional    | Internacional   | Internacional    | Internacional    | Internacional    | Internacional   | Internacional | Internacional | Internacional |
| Evento/Temporada                                      | 1891– 1892    |                  | 1893– 1894       | 1894– 1895       | 1895– 1896      | 1896– 1897       | 1897– 1898       | 1898– 1899       | 1899– 1900      | 1900– 1901    |               |               |
| ----------------------------------------------------- | ------------- | ---------------- | ---------------- | ---------------- | --------------- | ---------------- | ---------------- | ---------------- | --------------- | ------------- | ------------- | ------------- |
| Campeonato Mundial                                    |               |                  |                  | Medalha de prata | Medalha de ouro | Medalha de prata | Medalha de ouro  | Medalha de ouro  |                 |               |               |               |
| Campeonato Europeu                                    | 6.º           | Medalha de prata | Medalha de prata |                  |                 |                  | Medalha de prata | Medalha de prata | Medalha de ouro |               |               |               |
| Nacional                                              |               |                  |                  |                  |                 |                  |                  |                  |                 |               |               |               |
| Campeonato Alemão                                     |               |                  | Medalha de ouro  | Medalha de prata |                 |                  |                  |                  |                 |               |               |               |
|                                                       |               |                  |                  |                  |                 |                  |                  |                  |                 |               |               |               |
| Legenda: Competição não foi disputada nesta temporada |               |                  |                  |                  |                 |                  |                  |                  |                 |               |               |               |